# Гамильтон, Уильям, 11-й герцог Гамильтон
Уильям Александр Арчибальд Гамильтон (19 февраля 1811, Лондон — 8 июля 1863, Париж) — шотландский аристократ и первый пэр Шотландии, 11-й герцог Гамильтон и 8-й герцог Брендон (1852—1863), лорд-лейтенант Ланакшира (1852—1863), великий магистр Великой ложи Шотландии (1833—1835).

## Биография
Сын Александра Гамильтона (1767—1852), 10-го герцога Гамильтона и 7-го герцога Брендона (1819—1852), и Сьюзан Ефимии Бекфорд (1786—1859), дочери английского писателя Уильяма Бекфорда.
С 1811 до 1819 года носил титул графа Ангуса, с 1819 по 1852 год — маркиз Дуглас и Клейдесдаль.
Получил образование в Итонском университете и колледже Крайст-Чёрч в Оксфорде.
Граф-маршал Шотландии (1846—1863) и лорд-лейтенант Ланаркшира (1852—1863).

## Семья и дети
23 февраля 1843 года в Мангейме женился на принцессе Марии Амелии Баденской (1817—1888), дочери великого герцога Баденского Карла Людвига Фридриха (1786—1818) и Стефании де Богарне (1789—1860), приёмной дочери императора Франции Наполеона I Бонапарта. Их дети:
- Уильям Дуглас-Гамильтон (1845—1895), 12-й герцог Гамильтон и 9-й герцог Брендон (1863—1895)
- лейтенант Чарльз Джордж Дуглас-Гамильтон (1847—1886), 7-й граф Селкирк (1885—1886)
- леди Мэри Виктория Гамильтон (1850—1922), 1-й муж с 1869 года — наследный принц Альбер I (1848—1922), будущий князь Монако (1889—1922), 2-й муж с 1880 года — граф Тассило Фештетич фон Тольн (1850—1933), с 1911 года — князь.